# Communauté de communes Gâtine-Autize
La communauté de communes Gâtine-Autize est une ancienne communauté de communes française située dans le département des Deux-Sèvres et la région Nouvelle-Aquitaine.

## Histoire
La communauté de communes Gâtine-Autize a été créée le 19 novembre 2009 par la fusion des communautés de communes de l'Orée de Gâtine et du Val d'Autize. Cette fusion a pris effet à partir au 1er janvier 2010.
Elle fusionne avec deux autres EPCI pour former la communauté de communes Val de Gâtine au 1er janvier 2017.

## Composition
La communauté de communes Gâtine-Autize était composée de 13 des 14 communes du canton de Coulonges-sur-l'Autize (seule Villiers-en-Plaine en est absente) :
| Nom                            | Code Insee | Gentilé       | Superficie (km2) | Population (dernière pop. légale) | Densité (hab./km2) |
| ------------------------------ | ---------- | ------------- | ---------------- | --------------------------------- | ------------------ |
| Coulonges-sur-l'Autize (siège) | 79101      | Coulongeois   | 18,87            | 2 374 (2014)                      | 126                |
| Ardin                          | 79012      | Ardinois      | 29,59            | 1 248 (2014)                      | 42                 |
| Béceleuf                       | 79032      | Béceleusiens  | 19,04            | 745 (2014)                        | 39                 |
| Le Beugnon                     | 79035      | Beugnonnais   | 16,30            | 299 (2014)                        | 18                 |
| Le Busseau                     | 79059      |               | 27,65            | 745 (2014)                        | 27                 |
| La Chapelle-Thireuil           | 79077      |               | 17,12            | 435 (2014)                        | 25                 |
| Faye-sur-Ardin                 | 79117      | Fayais        | 15,03            | 614 (2014)                        | 41                 |
| Fenioux                        | 79119      | Feniousiens   | 33,65            | 660 (2014)                        | 20                 |
| Puihardy                       | 79223      | Pudiens       | 1,18             | 57 (2014)                         | 48                 |
| Saint-Laurs                    | 79263      | Saint-Laurins | 8,14             | 554 (2014)                        | 68                 |
| Saint-Maixent-de-Beugné        | 79269      | Beugnésiens   | 11,02            | 384 (2014)                        | 35                 |
| Saint-Pompain                  | 79290      | Pompinois     | 24,28            | 965 (2014)                        | 40                 |
| Scillé                         | 79309      | Scilléens     | 11,43            | 379 (2014)                        | 33                 |

## Compétences
- Développement économique
  - Actions pour le développement et la création d'entreprises artisanales, commerciales et industrielles.
  - Aide au maintien des derniers commerces de produits de première nécessité dans chaque commune.
  - Création de zones d'activités communautaires.
  - Aide à la promotion de l'économie locale.
  - Développement du tourisme : promotion du patrimoine et des sites remarquables.

- Environnement
  - Élimination des déchets ménagers, collecte et traitement par délégation au SICTOM.
  - Soutien au développement des énergies nouvelles : éolien (zone de développement éolien), photovoltaïque, biomasse, bois...)
  - Création et entretien des chemins et circuits de randonnée. Étude et plan de mobilité sur le territoire communautaire (covoiturage - moyens de déplacement, ...)

- Voirie communautaire
  - Création et entretien de la voirie communautaire.
  - Amélioration du réseau structurant entre communes.

- Enfance et jeunesse
  - Création et gestion des activités péri et extrascolaires.
  - Gestion des centres de loisirs sans hébergement.
  - Soutien et promotion des actions favorisant la prise en charge de la petite enfance.

- Activités socio-culturelles
  - Gestion, entretien et animation du Centre musical ; soutien et promotion des actions culturelles et de loisirs d'intérêt communautaire.

- Couverture incendie
  - Fourniture de citernes pour la défense incendie sur l'ensemble du territoire.
  - Entretien périodique des poteaux d'incendie et des points d'eau existants.
  - Aménagement de bâtiments pour le stockage du matériel incendie.

## Patrimoine communautaire

### Le Centre cantonal
Implanté au chef-lieu de canton, endroit de rassemblement, le Centre cantonal, avant de s'y implanter, a laissé place à une maison bourgeoise en 1840, qui en 1878 devient l'hôtel de ville, puis pendant une trentaine d'années à partir des années 1930, elle devient l'école maternelle. Ce bâtiment laissé à l'abandon, fut repris en 2009 pour la construction du Centre cantonal. Il s'adresse, sans distinction, à toutes les populations (jeunes, handicapés, demandeurs d'emplois, bénéficiaires d'aides sociales, personnes âgées…) et constitue un véritable lien social de dimension cantonale.
Regroupant les différentes structures, chaque citoyen peut désormais les identifier clairement, les contacter facilement et les utiliser efficacement.
- Les différentes structures du Centre cantonal :
  - Association cantonale d'Aide à domicile (ACAD)
  - Service de soins infirmiers à domicile (SSIAD)
  - Service de garde à domicile (SERGAD)
  - Antenne médico-sociale (AMS)
  - Médecine du travail
  - Syndicat intercommunal à vocations multiples (SIVOM)
  - Syndicat intercommunal pour la collecte et le traitement des ordures ménagères (SICTOM)
  - Communauté de communes Gâtine-Autize (CCGA)

### Le Toit des Sources et le Site des Sources
L'ancienne école du Beugnon, acquise et restaurée par la communauté de communes de l'Orée de Gâtine, se définit comme un centre de ressources et d'interprétation sur les sources de Gâtine.
Son but est de valoriser le site naturel des sources « Bénina Onda ».
L'objectif consiste à :
- développer un lien de ressources sur les enjeux liés à l'eau,
- accueillir des groupes en animation sur le site et poursuivre leur travail en salle,
- organiser des débats,
- proposer des expositions, jeux interactifs et pédagogiques.

## Communication
La communauté de Communes Gâtine-Autize souhaite développer une vraie politique de communication avec la population du territoire par différents moyens :
- l'envoi d'un magazine intercommunal, Communauté de Communes Gâtine-Autize Infos, dont le premier numéro est sorti au début du mois de juillet 2010 ;
- la création d'un logo et d'une charte graphique ;
- la mise en place d'un portail Internet ;
- un projet d'implantation de panneaux électroniques à affichage lumineux.